# Miss Teen USA 2020
Miss Teen EUA 2020 foi a 38ª edição do concurso Miss Teen USA. Foi realizado em 7 de novembro de 2020 no Centro de Exposições, no Soundstage em Graceland em Memphis, Tennessee. A competição foi apresentada por Allie LaForce e Cheslie Kryst. Kaliegh Garris de Connecticut coroou  Ki´ilani Arruda do Havaí como sua sucessora no final do evento
A competição marcou o primeiro ano em que a nova coroa feita pelo joalheiro de luxo Mouawad foi usada no Miss Teen USA, aposentando efetivamente a coroa Mikimoto.
Foi o terceiro ano consecutivo que a competição foi realizada paralelamente com a competição Miss USA. Está foi a última Miss Teen USA a ser organizada pela Organização Miss Universo, até ser gerenciada por outra organização separada começando a partir do Miss Teen USA 2021.

## Concurso

### Localização
Em 30 de agosto de 2020, Graceland anúnciou em sua programação que a competição seria realizada em 7 de novembro em sua instalações em Memphis, Tennesse. A MUO mais tarde confirmou que a competição seria realizada em Graceland.
Está foi a primeira vez que a competição foi sediana em Tennessee desde o Miss Teen USA 1984, que foi realizada em Memphis.

### Apresentadores
Em 22 de outubro foi anunciado que a competição seria apresentada por Allie LaForce e Cheslie Kryst. LaForce anteriormente foi coroada Miss Teen USA 2005, trabalhou como repórter de esportes na Fox e Turner Sports, enquanto Kryst foi coroada Miss USA 2019 e atua como correspondente do Extra.

### Seleção das participantes
51 candidatas dos 50 estados e do Distrito de Columbia serão selecionadas em concursos estaduais que começaram sem setembro de 2019 e terminaram em fevereiro de 2020.

## O concurso

### Rodada Preliminar
Antes da competição final, as candidatas competiram na competição preliminar,em que os juízes avaliam as competidoras que competem em trajes de banho e vestidos de noite. Foi realizado em 6 de novembro no Graceland Exhibition Center, no Soundstage em Memphis, foi apresentado por Cheslie Kryst e Kaliegh Garris.

### Transmissão
O concurso é transmitido ao vivo em canais de mídia social da Organização Miss Universo e nos consoles PlayStaion 4 como um evento ao vivo no PlayStation Stores nos EUA, é transmitido também pelo YouTube e Facebook ao vivo.

### Jurados
- Danielle Doty Fitzgerald - Miss Teen USA 2011 do Texas.
- Sara Echeagaray - Personalidade de Mídias Sociais e TikToker.
- Nia Franklin - Miss América 2019 de Nova Iorque.
- K. Lee Graham - Miss Teen USA 2014 da Carolina do Sul.
- Iman Oubou - Cientista, empresária e médica missionária.

## Resultados
| Resultados Finais  | Candidata |
| ------------------ | --- |
| Miss Teen EUA 2020 | - Havaí - Ki´ilani Arruda |
| 1º Vice-Campeã     | - Oregon - Shayla Montgomery |
| 2º Vice-Campeã     | - Geórgia - Shayla Jackson |
| 3º Vice-Campeã     | - Nebraska - Audrey Eckert |
| 4º Vice-Campeã     | - Luisiana - Sydney Taylor |
| Top 16             | - Arizona - Molly Schwanz - Arkansas - Anna Claire Hay - Connecticut - Samantha Sarelli - Carolina do Norte - Peyton Brown - Carolina do Sul - Gracen Grainger - Maine - Grace Morey - Ohio - Lily McLaughlin - Oklahoma - Danika Christopherson - Tennessee - Ansley Ecker |

### Prêmio Especial
| Prêmio        | Candidata                        |
| ------------- | -------------------------------- |
| Miss Simpatia | - Washington - Marianne Bautista |

## Candidatas
51 candidatas já foram confirmadas.
| Estado               | Candidata              | Idade | Cidade natal       | Colocação          | Notas                                                    |
| -------------------- | ---------------------- | ----- | ------------------ | ------------------ | -------------------------------------------------------- |
| Alabama              | Katie Watts            | 14    | Mobile             |                    |                                                          |
| Alasca               | Jadyn Fraser           | 15    | Fairbanks          |                    |                                                          |
| Arizona              | Molly Schwanz          | 19    | Scottsdale         | Top 16             |                                                          |
| Arkansas             | Anna Claire Hay        | 17    | Siloam Springs     | Top 16             |                                                          |
| Califórnia           | Zoe Hunt               | 18    | Coronado           | Top 16             |                                                          |
| Colorado             | Yasaswini Uppalapati   | 18    | Colorado Springs   |                    |                                                          |
| Carolina do Norte    | Peyton Brown           | 18    | Dunn               |                    |                                                          |
| Carolina do Sul      | Gracen Grainger        | 18    | Clemson            |                    |                                                          |
| Connecticut          | Samantha Sarelli       | 18    | Westport           | Top 16             |                                                          |
| Delaware             | Samantha Repass        | 19    | Lewes              |                    |                                                          |
| Distrito de Colúmbia | Sydney Jackson         | 19    | Clinton            |                    |                                                          |
| Dakota do Norte      | Amanda Higginbotham    | 19    | Grand Forks        |                    |                                                          |
| Dakota do Sul        | Izabel Kreger          | 17    | Canton             |                    |                                                          |
| Flórida              | Rylie Spicker          | 16    | Gainesville        |                    |                                                          |
| Geórgia              | Shayla Kackson         | 18    | Valdosta           | 2 Vice-Campeã      |                                                          |
| Havaí                | Ki'ilani Arruda        | 18    | Kapaa              | Miss Teen EUA 2020 |                                                          |
| Idaho                | Sabrina Ripley         | 19    | Boise              |                    |                                                          |
| Illinois             | Victoria Blair Rhemrev | 17    | Long Grove         |                    |                                                          |
| Indiana              | Jinnie Tomes           | 18    | Indianápolis       |                    |                                                          |
| Iowa                 | Hailey Parton          | 18    | West Des Moines    |                    |                                                          |
| Kansas               | Cyara Heredia Ruiz     | 19    | Liberal            |                    |                                                          |
| Kentucky             | Mattie Barker          | 17    | Bowling Green      |                    |                                                          |
| Luisiana             | Sydney Taylor          | 19    | Livingston         | 4 Vice-Campeã      |                                                          |
| Maine                | Grace Morey            | 17    | Deer Isle          | Top 16             |                                                          |
| Maryland             | Heavyn McDaniels       | 16    | Silver Spring      |                    |                                                          |
| Massachusetts        | Annika Sharma          | 19    | Newton             |                    |                                                          |
| Michigan             | Aneesa Sheikh          | 18    | Bloomfield Hills   |                    |                                                          |
| Minnesota            | Gwendolyn Buchanan     | 18    | Duluth             |                    |                                                          |
| Mississippi          | Zoe Bigham             | 17    | Maben              |                    |                                                          |
| Missouri             | Holly McDowell         | 16    | Lee's Summit       |                    |                                                          |
| Montana              | Morgan Pierce          | 16    | Lewistown          |                    |                                                          |
| Nebraska             | Audrey Eckert          | 18    | Lincoln            | 3 Vice-Campeão     |                                                          |
| Nevada               | Montana Cencerik       | 18    | Las Vegas          |                    |                                                          |
| Nova Hampshire       | Samantha Lemay         | 17    | Deerfield          |                    |                                                          |
| Nova Jérsei          | JaeLynn Polanco        | 16    | Bergenfield        | Top 16             |                                                          |
| Novo México          | Isabella Bizzell       | 17    | Los Lunas          |                    |                                                          |
| Nova Iorque          | Maya Dominguez         | 18    | Yonkers            |                    |                                                          |
| Ohio                 | Lily McLaughlin        | 18    | Zanesville         | Top 16             |                                                          |
| Oklahoma             | Danika Christopherson  | 19    | Lawton             | Top 16             |                                                          |
| Oregon               | Shayla Montgomery      | 18    | Portland           | 1 Vice-Campeã      |                                                          |
| Pensilvânia          | Kiara Lin              | 18    | Cranberry Township |                    |                                                          |
| Rhode Island         | Sofia Ledoux           | 17    | Cranston           |                    |                                                          |
| Tennessee            | Ansley Ecker           | 18    | Atoka              | Top 16             | Anteriormente Miss Connecticut Hight School America 2019 |
| Texas                | Anissa Mendez          | 18    | Laredo             |                    |                                                          |
| Utah                 | Brooklyn Baton         | 19    | Brigham City       |                    |                                                          |
| Vermont              | Kiera Pipeling         | 18    | West Rutland       |                    |                                                          |
| Virgínia             | Amya Caldwell          | 16    | Ashburn            |                    |                                                          |
| Virgínia Ocidental   | Sophia Martino         | 18    | Bridgeport         |                    |                                                          |
| Washington           | Marianne Bautista      | 17    | Renton             |                    |                                                          |
| Wisconsin            | Olivia Lulich          | 18    | Lyndon Station     |                    |                                                          |
| Wyoming              | Baylee Drewy           | 17    | Greybull           |                    |                                                          |